# Giuseppe Camerata (1676-1762)
Ne pas confondre avec le peintre Giuseppe Camerata (1718-1793).
Pour les articles homonymes, voir Giuseppe Camerata et Camerata.
Giuseppe Camerata (Venise, 1676 — Venise, 1762) est un peintre italien.

## Biographie
Giuseppe Camerata naît à Venise en 1668 ou en 1676 ; son père Francesco Camerata est originaire de Bergame.
Il est l'élève du peintre vénitien Gregorio Lazzarini qui lui demande de terminer les œuvres qu'il a laissées inachevées. Dans cette école, il se lie d'amitié avec Marco Miani, un noble qui se passionne pour la peinture, qui l'accueille chez lui et pour la famille duquel il travaillera toute sa vie.
Plusieurs de ses œuvres, rapportées dans les chroniques, ont été perdues, comme la Crocifissione (« Crucifixion ») de l'église San Marcuola, le San Paolo (« Saint Paul ») de l'église San Polo, et les deux retables de l'église Santa Maria dei Servi, dont l'un représente un « Crucifié se détachant de la croix, pour toucher un saint servite ».

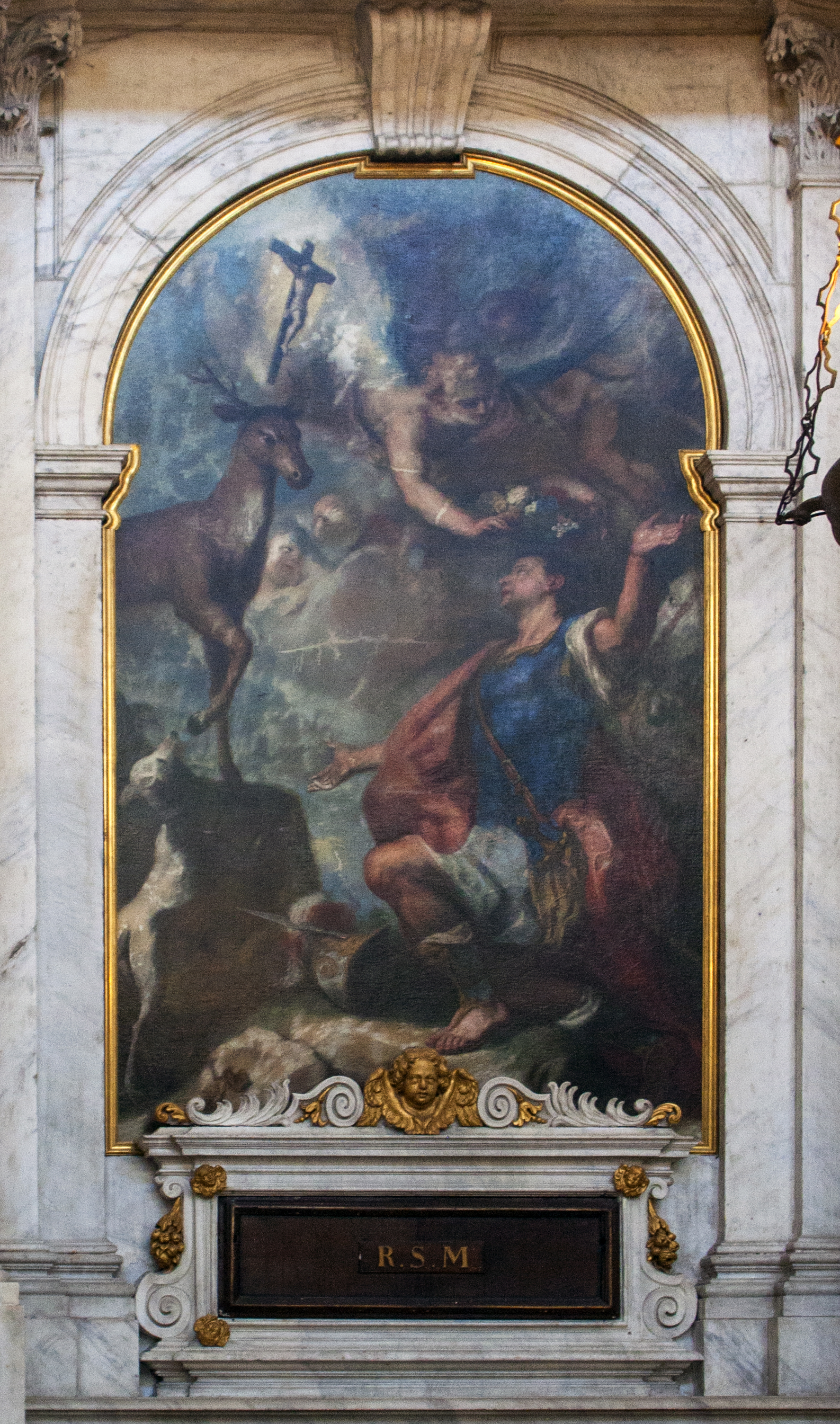
La Vision de saint Eustache (ap. 1710), à l'église San Stae, à Venise.

Parmi ses œuvres connues, nous avons une Vergine Addolorata (« Notre-Dame des Douleurs ») à l'église San Francesco della Vigna ; une participation non identifiée au cycle des Misteri del Rosario (« Mystères du rosaire ») dans le petit oratoire annexé à l'église San Trovaso,, un San Girolamo Miani (Jérôme Emilien), qui a été transférée de l'église San Giacomo dall'Orio à la curie patriarcale et surtout son chef-d'œuvre La visione di Sant'Eustachio (« La Vision de saint Eustache ») à l'église San Stae — « une œuvre dissoute dans un environnement pictural fluide, qui accorde le froid lazzarinien avec l'élégance d'Amigoni ».
Il convient aussi de mentionner ses nombreuses œuvres en Istrie : les retables du Miracolo di san Servolo (« Miracle de saint Servul (cs) ») et du Martirio di san Servolo (« Martyre de saint Servul ») dans l'église  Saint-Servul à Buje, le retable de la Madonna con il Bambino e i santi Eleuterio e Mauro (« Vierge à l'Enfant et des Saints Éleuthère et Maur ») dans l'église Saint-Éleuthère à Piran, les trois fresques du plafond de l'église saint-François à Koper, ainsi qu'à Poreč et Izola.
Camerata figure dans les fragments des peintres en 1700 et 1726. Il était certainement un peintre estimé, à tel point qu'il était parmi les fondateurs de l'Académie des beaux-arts de Venise dans un document de 1755.
Giuseppe Camerata meurt à Venise en 1762.